# Мухсине Хатун
„Мухсине Хатун“ (на турски: Muhsine Hatun) е квартал на Истанбул, разположен в градска околия Фатих. Общата му площ е 0,13 км2. Според данни на Адресната система за регистриране на населението (ABPRS) към 2024 г. населението на „Мухсине Хатун“ е 1319 жители.